# M25戦車運搬車
M25戦車運搬車（M25せんしゃうんぱんしゃ、英語: 40-ton Tank Transporter Truck, Trailer M25）は、アメリカ陸軍が運用した戦車運搬車である。愛称はドラゴンワゴン（Dragon Wagon）。
牽引車兼回収車であるM26とセミトレーラー式の運搬車であるM15により構成される。アメリカ陸軍武器科の補給品カタログにおいて用いられる命名法システムでは、本車はG160として参照される。

## 開発・生産
1942年、量産が開始されたM4中戦車、そして更に開発中の新型戦車の輸送に対応するため、既存のM19戦車運搬車（“ダイヤモンドT”戦車運搬車）に変わる、新型の40tセミトレーラー式戦車運搬車が求められた。仕様として、M9 24輪スモールホイール・トレーラーよりも良好な路外走行能力、また、シェルボーク アンド ドルーリー（Shelvoke and Drewry）社製 30t 8輪ラージホイール・セミトレーラーよりも搭載容量に優れること、そして、それを問題なく牽引できる牽引車が要求された。
このような重量級のトレーラーに対しては、既存のM20トラクターで仕様に対処するより、新しい牽引車両を開発する方が適当と考えられ、対応が進められた。新型の牽引車およびトレーラーはデトロイトに所在していたフリューホーフ・トレーラー・コーポレーション（Fruehauf Trailer Corporation）によって設計され、搭載するエンジンの設計開発はホール・スコット社が担当した。
この車両は自重12トン、6輪駆動で、本車専用に作られた、240軸馬力を出力する Type440 直列6気筒ガソリンエンジンによって駆動され、最大で130,000ポンド（約60トン）の牽引力を発揮できた。
サンフランシスコに所在するナッキー・トラクター・カンパニー（Knuckey Tractor co.）が生産型の設計と製造の担当として選定され、前線での運用を考慮してキャビンに装甲を施すことが要求されたため、キャビン形式をキャブオーバー形式に準じたものに変更し、M26の制式名称が与えられた。先行試作車は1943年4月に完成して実用試験が始められたが、ナッキー社の生産能力は不十分であることが判明したため、アメリカ陸軍はワシントン州シアトルに拠点を置いていたパシフィック・カー&ファウンダリー社に改めて量産発注を行った。パシフィック社による呼称はTR-1である。
本格生産は1944年6月より開始され、同年10月よりはM26トラクターの非装甲バージョンが生産され、M26A1と呼称された。1943年より1945年にかけて1,372台のM26およびM26A1が生産され、内訳はM26が753台、M26A1が619台である。タイプ440エンジンは約2,100基が製造された。M26A1は戦後に電装系を12ボルトから24ボルトに強化したM26A2に改修された。
40トン級トレーラーはM15 として制式化され、パシフィック・カー&ファウンダリー社により生産された。制式化後、M15に車輪上部を覆う踏板を追加するなどの改修を行い、最大搭載重量を45トンに向上させたM15A1が開発され、朝鮮戦争後には最大搭載重量を50トンに向上させたM15A2がフリューホーフ社により開発・生産され、M26の後継である M123 (G792) 10トン 6x6トラクターと共に用いられている。
イギリスではFVPE（Fighting Vehicle Proving Establishment：戦闘車両検証局）により1輌が実験的なバラストトラクターへ改造され、試験が行われている。

## 運用

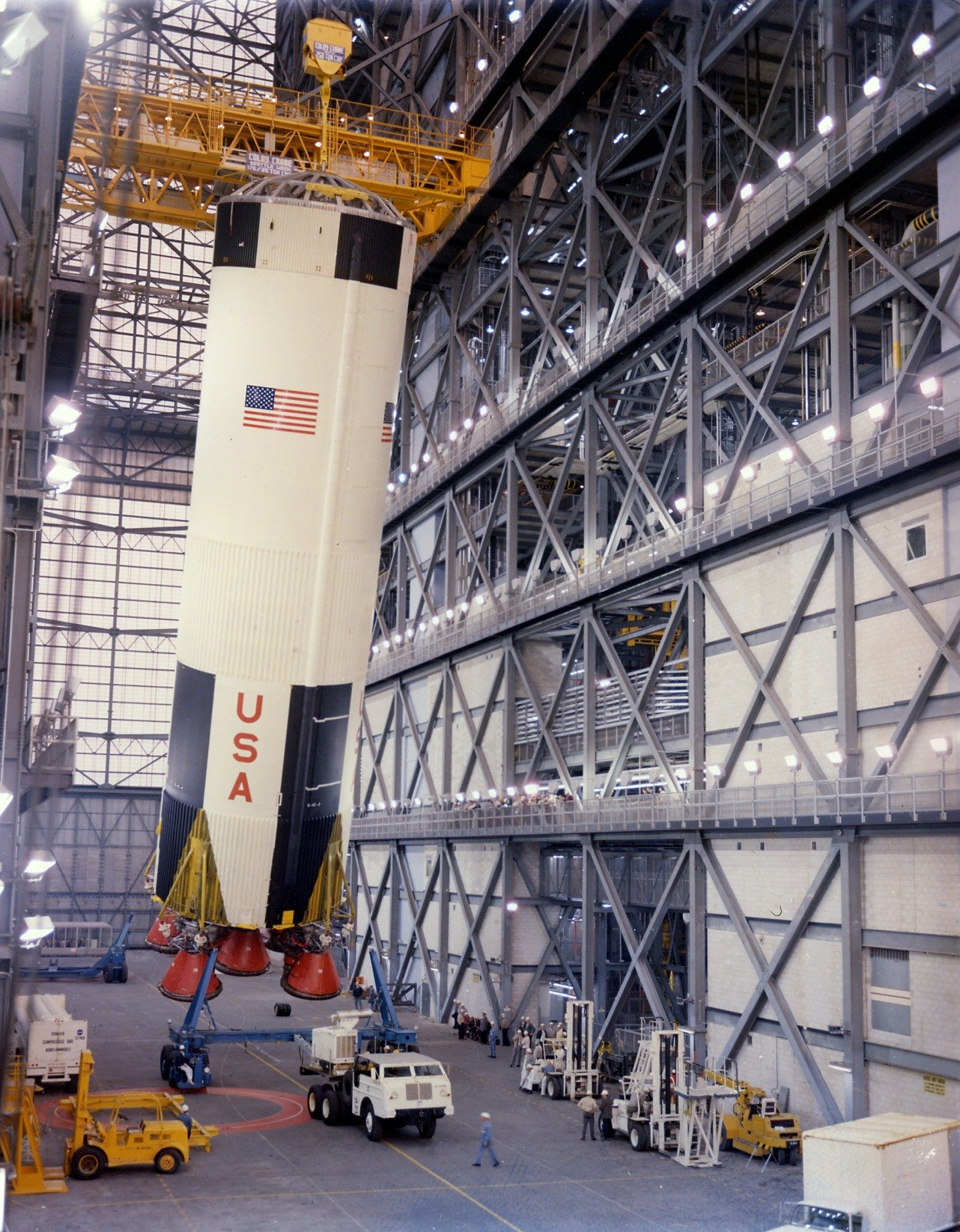
アポロ計画においてサターンロケット（アポロ8号）の1段目の輸送に用いられるM26A1
1968年2月1日の撮影

M25はアメリカ陸軍に配備され、1944年 - 1945年のヨーロッパにおいて任務に投入された。戦車を始めとした装甲車両の輸送の他、大型機材の輸送、鹵獲車両の撤去や移送といった大型・大重量物の輸送任務にも広く用いられ、M26牽引車は火砲の運用においても支援車両として用いられており、大型砲の牽引にも用いられている。アメリカ軍が開発した世界最大の迫撃砲である“リトル・デーヴィッド”の開発に際しても、M26が牽引車として用いられていた。
戦後も引き続き使用され、朝鮮戦争の後、1955年より装備が開始されたM123 (G792) 10トン 6x6トラクターにより更新されるまで用いられた。M15トレーラーはM123と共に改良型のM15A2が引き続き使用され、ベトナム戦争においても使用されている。
アメリカ軍の他、アメリカの軍事援助の一環としてM4中戦車が供与された国にも提供され、日本の陸上自衛隊においても1954年（昭和29年）よりM4A3E8中戦車と共に米軍より供与され、国産の73式特大型セミトレーラに更新されるまでの間、1970年代まで使用されていた。
退役して軍より放出された車両は民間や公的機関において重量物運搬車として使われており、民間で使われた車両には、装甲型のM26であっても独自に非装甲の開放型キャビンに改造されたものが多々存在する。また、エンジンをディーゼルエンジンに換装した車両もあり、それらの車両は20世紀を通して用いられた。極力オリジナルの状態のまま民間のコレクターによって動態保存されている車両も多数存在している。

## 構成
M25戦車運搬車はM26装甲トラクター（M26A1/A2は非装甲）とM15セミトレーラーによって構成される。
M26トラクターは自重19トン（戦闘重量22トン）、3軸10輪（後輪はダブルタイヤ）駆動のトラクターで、大きな特徴は、後部2軸の駆動をチェーンによる動力伝達としていることで、後部2輪への動力伝達軸自体は1つしかなく、一つの動力軸に接続されたチェーンにより前後2つの車軸を駆動している。これはシャフトによる伝達方式に比べ、動力の伝達ロスが大きい代わりに、駆動軸に大きな負荷がかかった際の破損に強い、という利点があり、第2次世界大戦頃までは野外作業用の大型トラクターに多く用いられた方式であった。ボンネットを持たないキャブオーバー式の構造ながら、エンジン区画はキャビン内中央部に突出しているため、エンジンへのアクセスも容易で、整備性も高かった。
M26は通常の牽引車と異なり、装甲された密閉式キャビンを備え、開口部は全て開閉式の装甲板にて覆うことができた。キャビン上部には円形の軸回転式ハッチがあり、M49Cリングマウント式機銃架を介してM2 12.7mm重機関銃を装備している。車体前面下部に牽引力35,000ポンド（15,876 kg）1基、中央部に牽引力60,000ポンド（27,216 Kg）のウインチ2基を装備し、2基を複合して使用した場合には120,000ポンド（54.431kg）の牽引力を発揮できた。ウィンチの操作は車体中央部左側のキャビン直後、主ウインチの脇にある開放式制御区画で行った。
車体後部にはトレーラー接続用のカプラ（第五輪）の他に折り畳み式のフレームクレーンを備え、各種の牽引・回収機材を搭載している。これの企図するところは、戦車運搬車としてセミトレーラーを牽引するだけでなく、牽引車それ自体のみでも戦場において軽度な回収・牽引作業に投入し得る。ということであった。M26は車両の回収・牽引のみではなく、大重量の火砲を牽引することもできた。

M15トレーラーは8輪（2軸4輪左右2組）の大型タイヤを持つ、グースネック式接合・低床型の荷台構造のセミトレーラーで、最大積載能力は80,000ポンド（36,287.39Kg）、後端には運搬する車両を乗降させるための跳ね上げ式のランプ（スロープ）を装備していた。各組の車軸は内側に傾けて内輪側の車輪のみを接地させることができ、路面幅に限界のある橋や仮設橋を通過する際に活用された。
荷床部より一段高くなった“グースネック”部はジャッキ他の作業用具の収納場所となっており、M15A2では予備タイヤ用のラックが備えられている。牽引車に結合しない際の自立用として、荷床部前端左右下面には安定脚を装着できた。

## 性能諸元
- 乗員数：7名（指揮官、操縦手、技術手及び作業手 5名（うち 1名は機銃手兼任）
- 全長：
  - M25：17.48 m
  - M26：7.72 m
  - M26A1／M26A2：7.63 m
  - M15：11.71 m／13.32 m（※ランプ展開時）
- 全幅：
  - M26：3.32 m
  - M26A1／M26A2：3.28 m
  - M15：3.81 m
- 全高：
  - M26：3.48 m
  - M26A1／M26A2：3.14 m
  - M15：1.0 m（※荷床上端）／1.71 m（※連結部上端）
- 重量：
  - M26：19,000kg（※空虚重量）／21,908 kg （※戦闘重量）
  - M26A1／M26A2：17,700※（空虚重量）／20,600 kg（※戦闘重量）
  - M15：15,875 kg（※空虚重量）
- 武装：ブローニングM2重機関銃 1挺
  - 予備弾：1,600 発
- 装甲：
  - M26：前面 19.05mm、側面および後面 6.35mm
  - M26A1／M26A2：非装甲
- 主機：ホール・スコット Type440 6気筒ガソリンエンジン
  - 出力：240 馬力 (180 kW)　2,100 rpm
- 出力重量比：
  - M26：11 hp/t
  - M26A1／M26A2：11.7 hp/t
- 変速装置：
  - 前進4速／後進1速
  - 外部出力時（ウィンチ駆動用）：3段変速
- 最高速度：
  - M26：41.6km/h（路上）
  - M26A1／M26A2：45km/h（路上）
- 携行燃料：120ガロン
- 行動距離：193.1 km（120 マイル）
- 懸架・駆動装置：
  - M26：リーフ式（前輪）ウォーキングビーム式（後輪）
全輪駆動 チェーン駆動式
  - M15：ウォーキングビーム／トラニオン複合式

## 使用国
- アメリカ陸軍
- イギリス陸軍[1]
- 陸上自衛隊

## ギャラリー

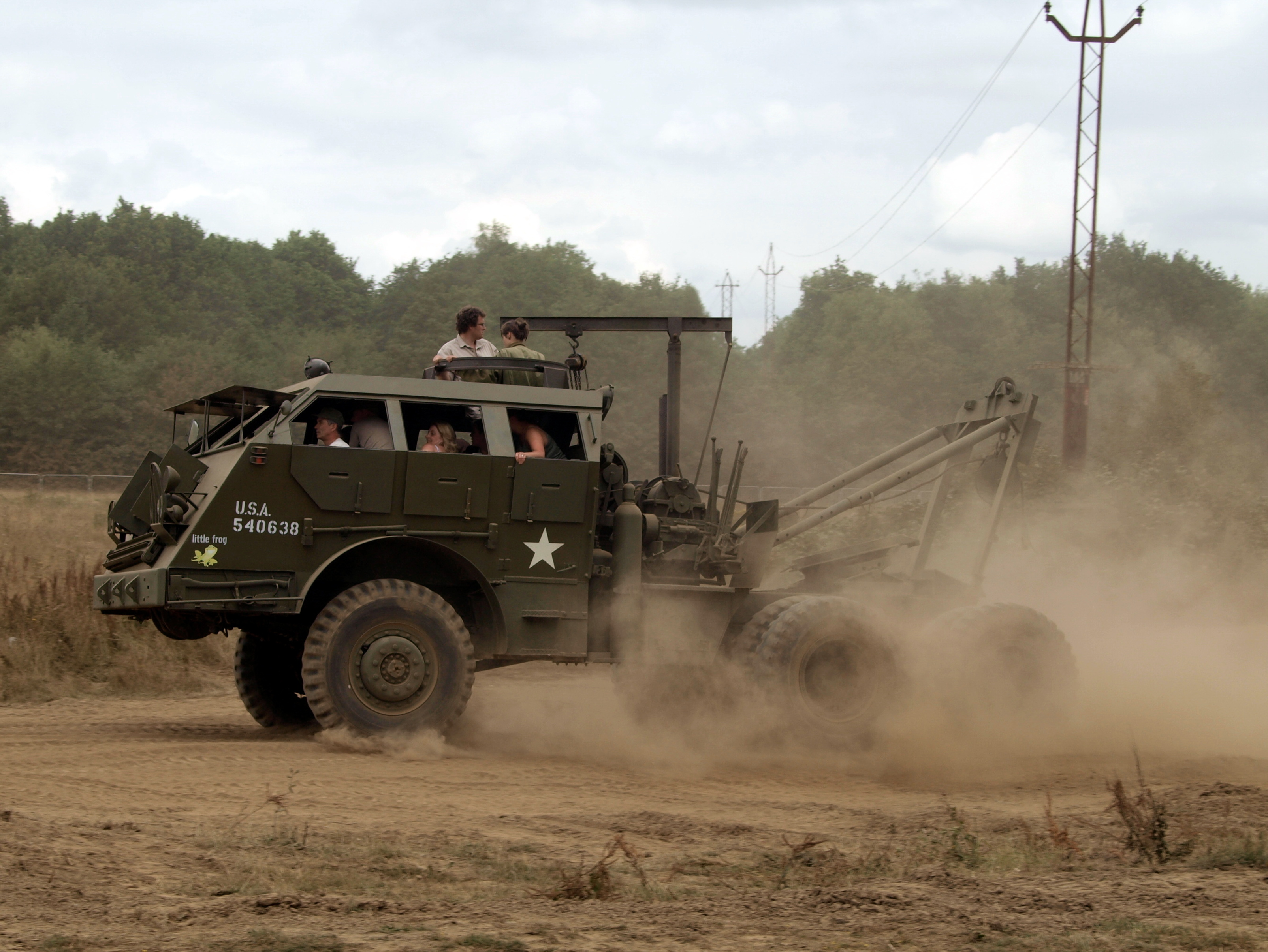
M26トラクター。トレーラーとトラクターが合体してM25戦車運搬車となる。
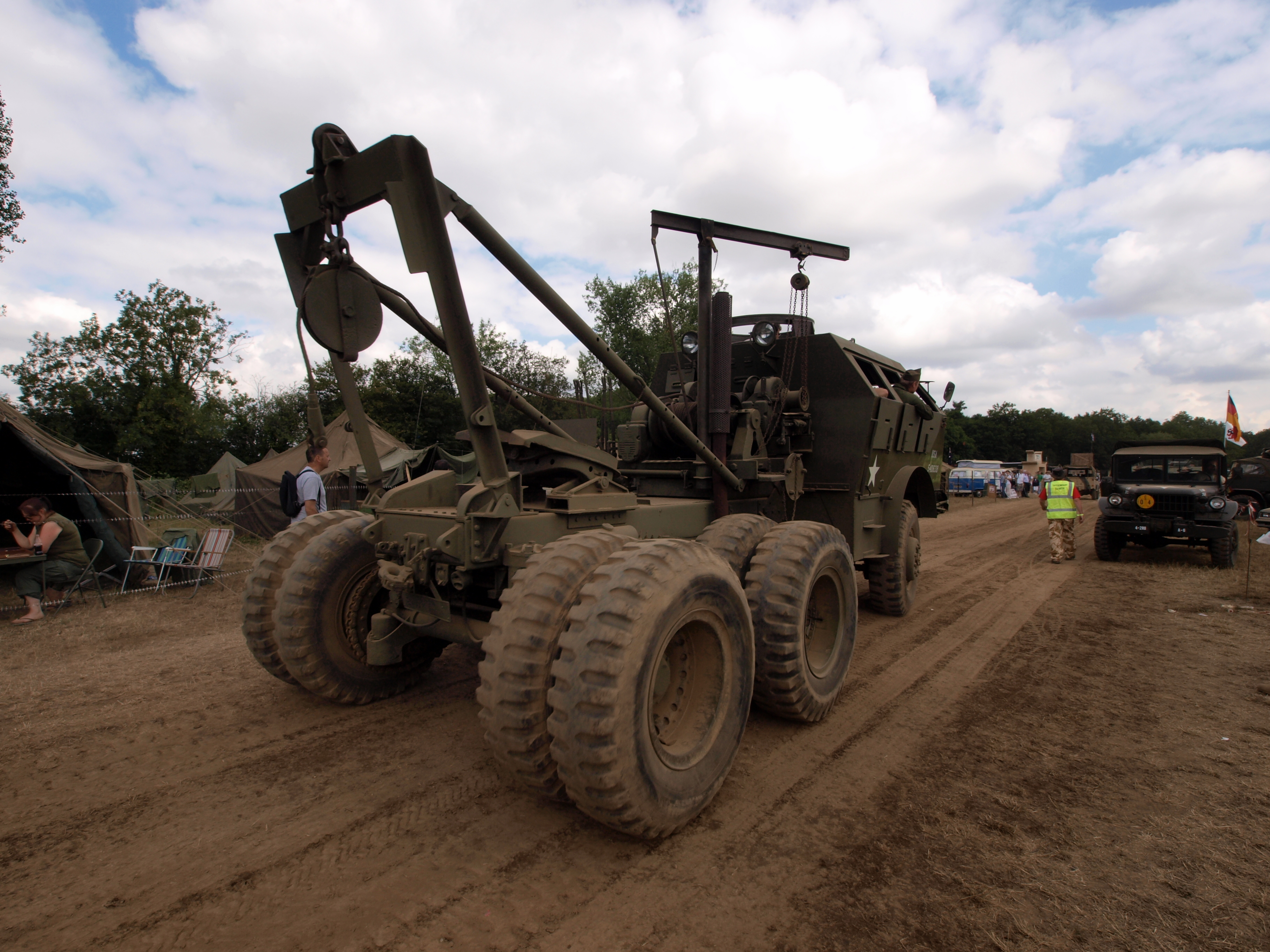
M26トラクター（後部） フレームクレーンが展開されている。
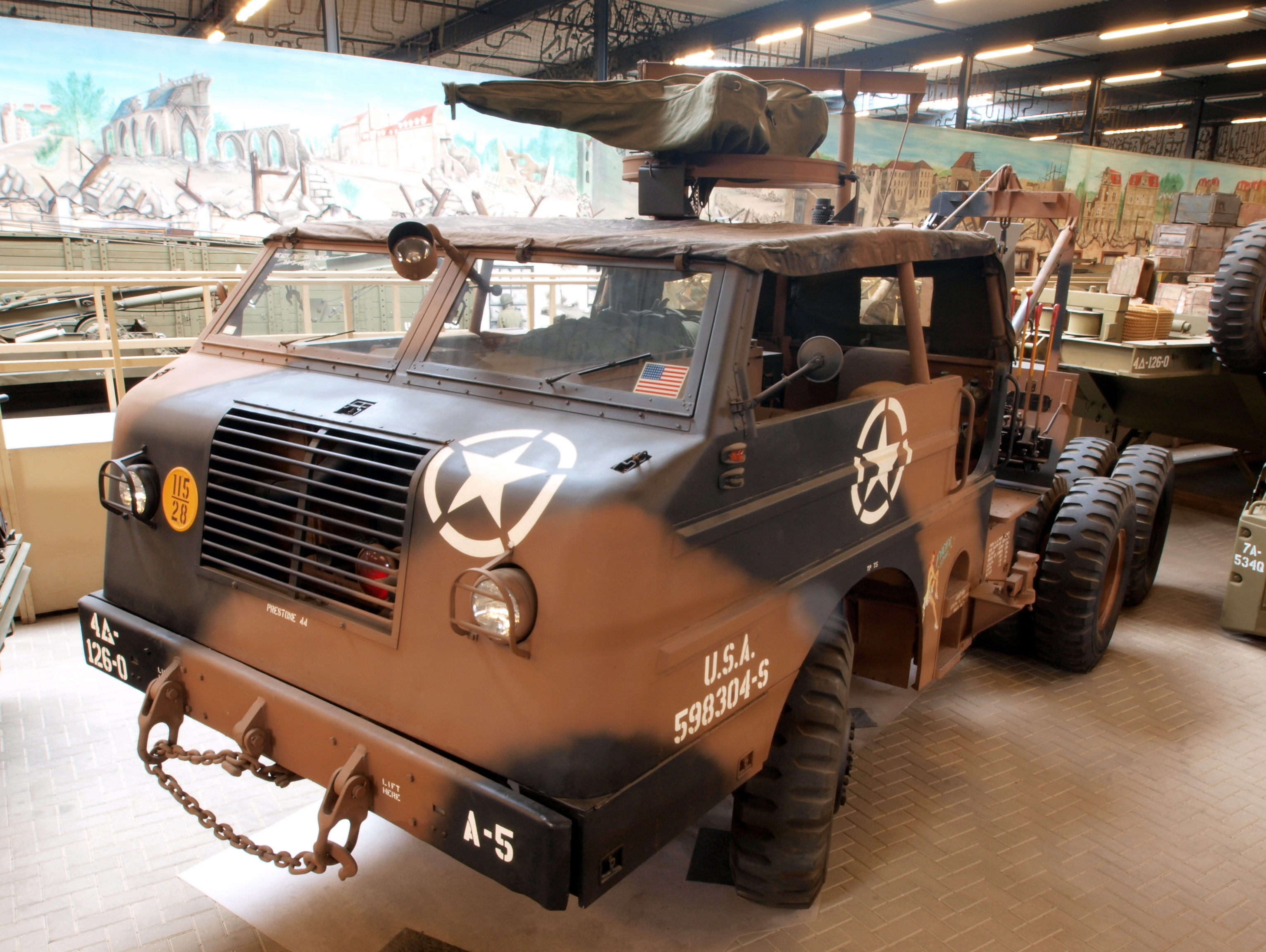
M26A1トラクター
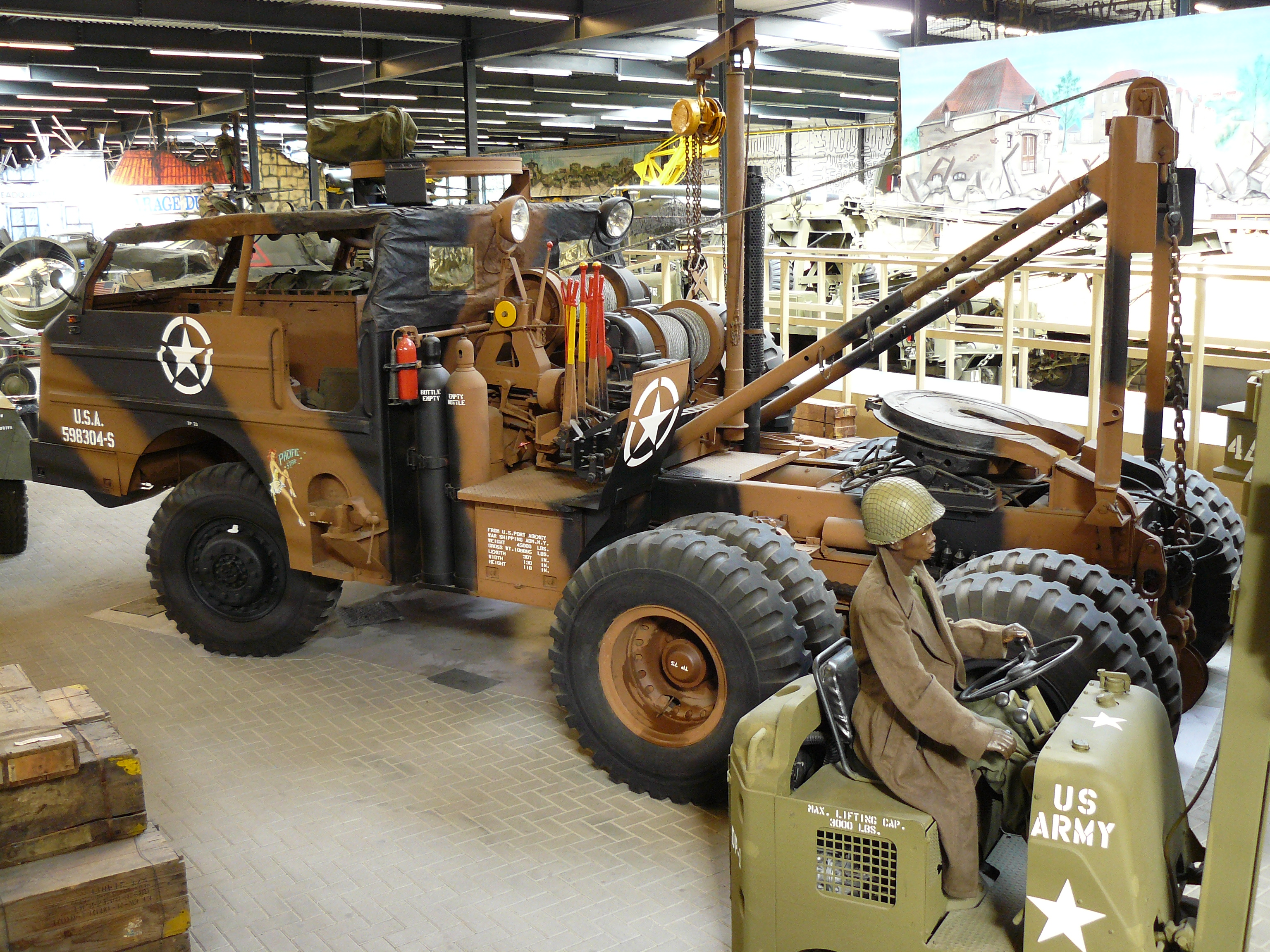
M26A1トラクター（後部）
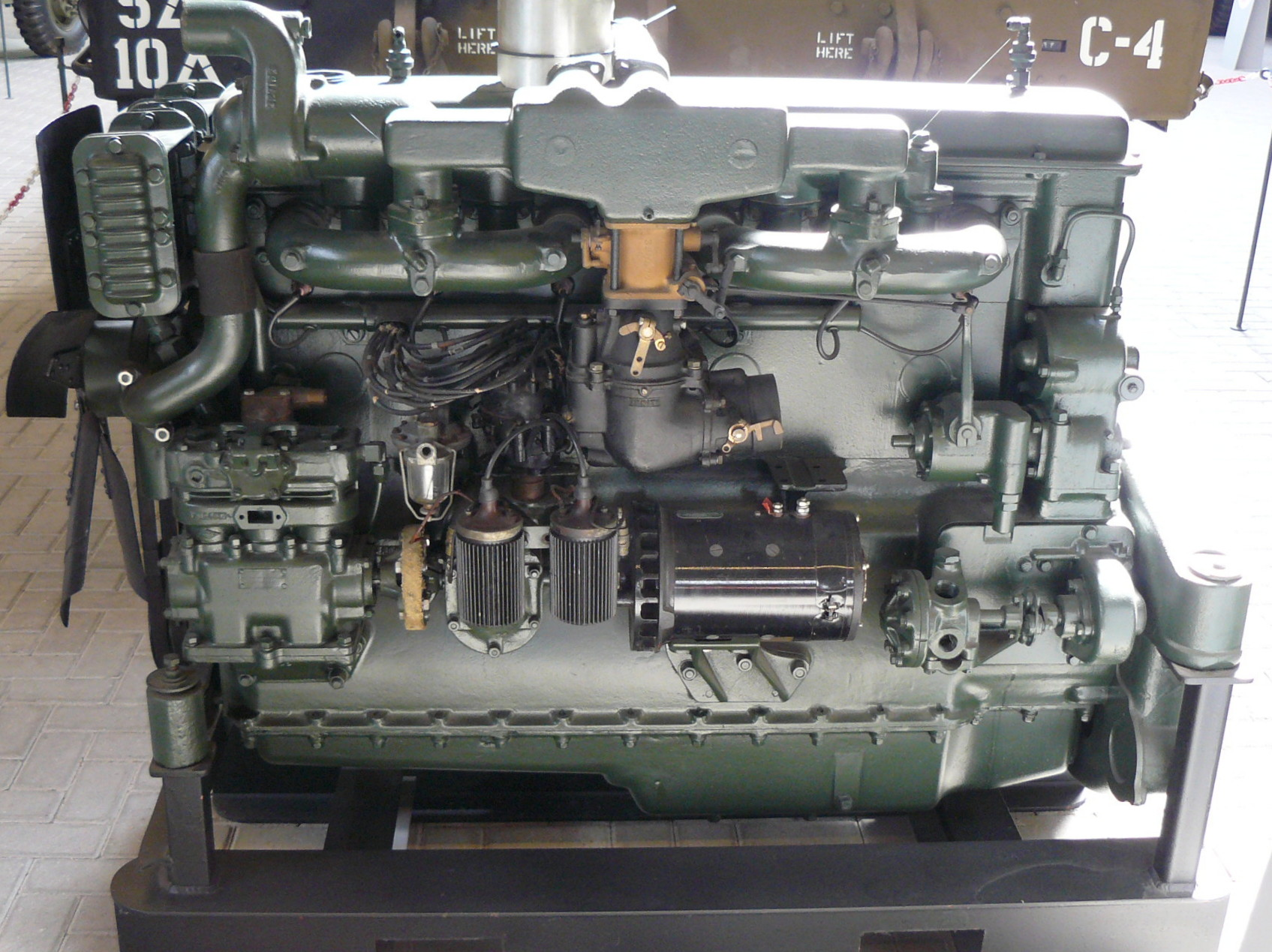
M26に搭載されているホール・スコット タイプ440 6気筒ガソリンエンジン
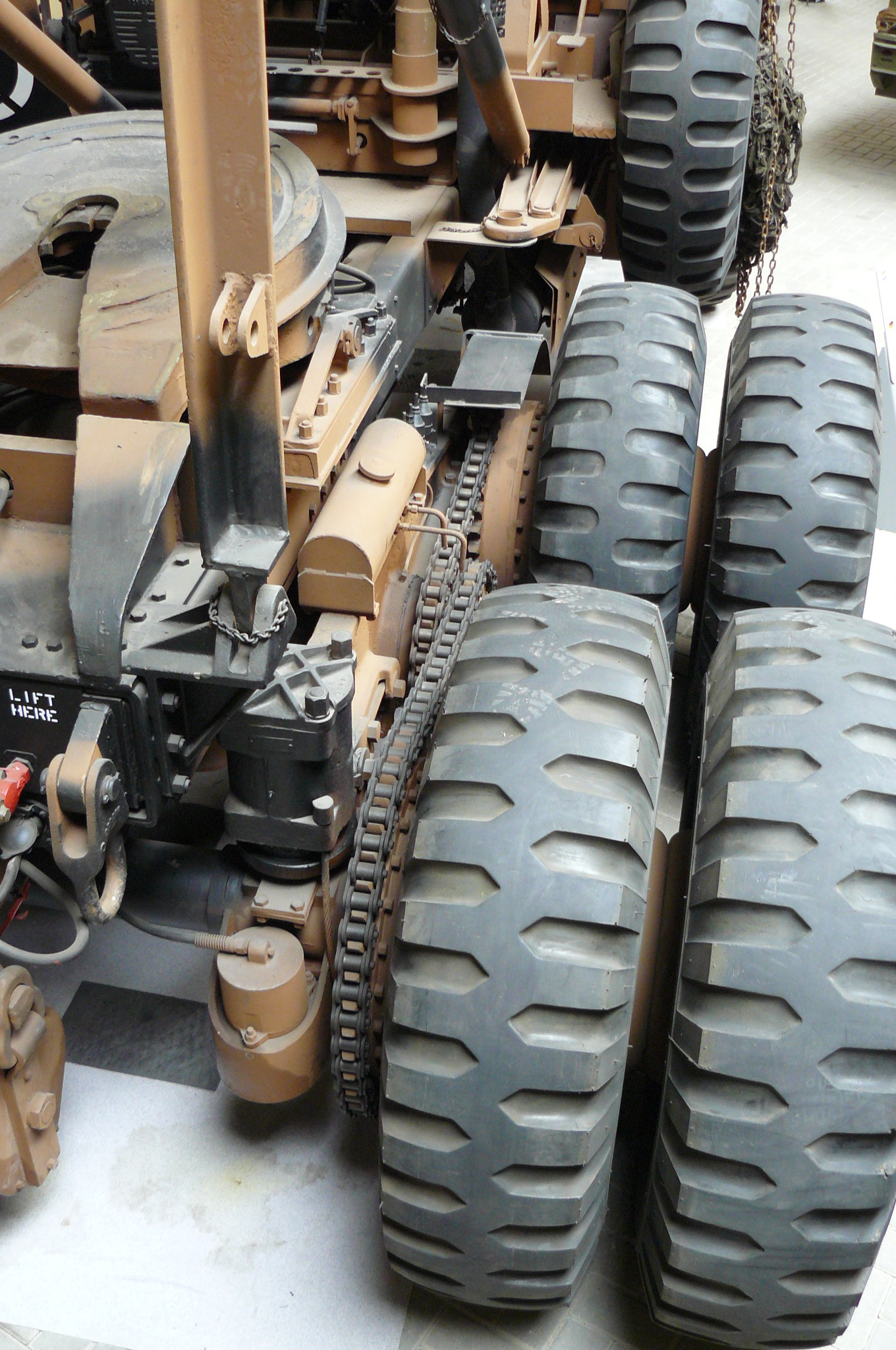
M26の後輪部分 中央の駆動軸から前後の車軸に繋がるチェーンが見える